# بشقند (ازبکستان)
بشقند {{ازبکی|Beshkent) یک شهرک در ازبکستان است که در ناحیه قارشی واقع شده‌است. بشکنت  ۱۱٬۵۵۱ نفر جمعیت دارد.